# Maria Paschalis Jahn

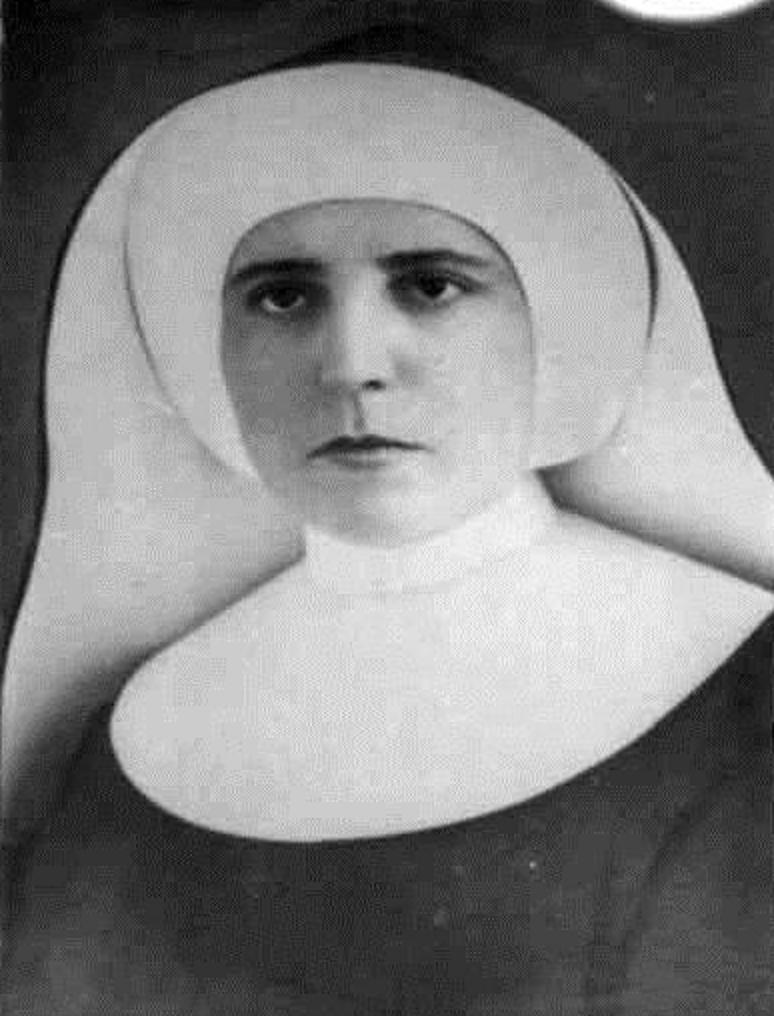
Sr. Maria Paschalis Jahn CSSE

Maria Paschalis Jahn CSSE  (* 7. April 1916 als Maria Magdalena Jahn in Neisse, Oberschlesien (heute Polen); † 11. Mai 1945 in Zöptau, Tschechoslowakei) war eine deutsche römisch-katholische Ordensschwester in der Kongregation der Schwestern der heiligen Elisabeth (Elisabethinnen) und starb gegen Ende des Zweiten Weltkriegs als Märtyrerin „in defensum castitatis“ bei der Verteidigung ihrer Keuschheit. In der katholischen Kirche wird sie als Selige verehrt. Ihr nicht gebotener Gedenktag in der Liturgie der Kirche ist ihr Todestag, der 11. Mai.

## Leben
Maria Magdalena Jahn wurde am 7. April 1916 in Neisse bei Oppeln als erstes von vier Kindern der Eheleute Karol Edward Jahn und Berta Klein geboren. Drei Tage später am 10. April, wurde sie in der Pfarrkirche St. Johannes der Täufer und St. Nikolaus in Neisse getauft. In den Jahren 1922–1930 besuchte sie die örtliche Grundschule. Ihre erste heilige Kommunion empfing sie 1930.
Von 1930 bis 1933 lernte und arbeitete sie in einem privaten Obstverarbeitungsbetrieb in ihrer Heimatstadt.
Aufgrund der schwierigen finanziellen Situation der Familie verließ Maria Magdalena zur Jahreswende 1934/1935 vorübergehend Neisse und zog nach Herne in Westfalen. Dort arbeitete sie im Lehrlingshaus der Kolpingsfamilie in Wuppertal-Barmen und trat dort später der Marianischen Kongregation bei.
Nach ihrer Rückkehr nach Neisse um 1935 kümmerte sie sich in ihrem Elternhaus um Menschen mit besonderen Bedürfnissen: eine gebrechliche alte Frau mit einer blinden Schwester.
Am 30. März 1937 trat sie ihrer Berufung folgend in die Kongregation der Schwestern der heiligen Elisabeth in Neisse ein, deren Gründerin, die selige Maria Luise Merkert, ebenfalls aus Neisse stammte. Am 3. Oktober 1938 begann sie ihr Noviziat und nahm den Ordensnamen Maria Paschalis an. Im darauf folgenden Jahr, am 19. Oktober 1939, legte sie ihre erste Ordensprofess ab.
Nach ihrem Ordensgelübde verbrachte sie die Jahre 1939–1942 als Krankenschwester zur Kinder- und Altenpflege in Konventen der Schwestern in Kreuzburg und Leobschütz. Ab dem 13. April 1942 lebte Sr. Maria Paschalis wieder in einem Konvent der Schwestern in Neisse, wo sie als Köchin und Pflegerin für die älteren Schwestern arbeitete.

## Martyrium
Gegen Ende des Zweiten Weltkriegs im März 1945 empfahl die Oberin Sr. Arkadia, sich wegen der Bedrohung durch die sich nähernde Front der sowjetischen Roten Armee an sicherere Zufluchtsorte zu begeben. Das schmerzhafte Erlebnis im Januar in Christburg, wo sowjetische Soldaten ihre Mitschwester, die Dienerin Gottes M. Teodora Witkowska, ermordeten, verstärkte diese Angst und Panik noch.
Sr. M. Paschalis und ihre Mitschwester M. Fides Gemeinhardt gingen nach Groß Ullersdorf und Zöptau in Nordmähren, in der Nähe des Gebirges Hrubý Jeseník (heute Nordosttschechien). Die beiden Schwestern nahmen dort Zuflucht in einer Schule und halfen bei verschiedenen Arbeiten in der Kirche und im Pfarrhaus. Sie kümmerten sich trotz der nahenden Gefahr weiterhin um alte und kranke Menschen, die nicht in der Lage waren, die Gegend zu verlassen.
Die Rote Armee erreichte schließlich auch die Tschechien. Am 11. Mai 1945 befand sich Sr. M. Paschalis in mit einer Gruppe von Flüchtlingen in einem Bauernhaus und wurde von einem russischen Soldaten brutal angegriffen, der sie aus niedrigen Beweggründen vergewaltigen wollte. Nachdem die Augenzeugenberichte gesammelt und von Pfarrer Bruno Esche und den Schwestern weitergegeben worden waren, wurden die Umstände des Martyriums rekonstruiert:
Gegen Mittag wollte Sr. Paschalis auf den Hof gehen, bemerkte aber nicht, wie ein Soldat das Haus betrat, in dem sie sich befand. Sie flüchtete in den ersten Stock, wo sie von ihm zurechtgewiesen wurde. Sie flüchtete sich in ein anderes Zimmer, in dem eine andere Schwester mit Flüchtlingen untergebracht war. Sr. M. Paschalis wehrte sich vehement gegen den Angreifer und verweigerte seine Annäherungsversuche. Als der Soldat sie warnte, dass er sie erschießen werde, kniete sie nieder, bat alle um Verzeihung, schaute auf den Corpus ihres Rosenkranzkreuzes und sagte: „Ich gehöre zu Christus, er ist mein Bräutigam, du kannst mich erschießen.“ Sie verteidigte die Tugend der Keuschheit und wurde von dem Soldaten durch einen Schuss ins Herz getötet.
Ihr Leichnam wurde am nächsten Tag im Rahmen einer Trauerfeier unter Beteiligung des Klerus und der Gläubigen auf dem Pfarrfriedhof der Kirche St. Lorenz in Zöptau in der Nähe der Sakristei beigesetzt. Auf dem Grab wurde ein gusseisernes Kreuz mit einer Inschrift angebracht.
Nach ihrem Tod verehrte die tschechische Bevölkerung Sr. Maria Paschalis Jahn als „die weiße Rose aus Böhmen“.
Sr. Paschalis und ihre Mitschwestern fanden im Jahr 1999 Aufnahme in das deutsche Martyrologium des 20. Jahrhunderts.

## Seligsprechung
Im Jahr 2009 beschloss die Generalleitung der Schwestern der heiligen Elisabeth, den Seligsprechungsprozess einzuleiten. Im Februar 2010 beantragten die Schwestern im Namen des Metropoliten von Wrocław, Erzbischof Marian Gołębiewski, die Erhebung von zehn ihrer Mitschwestern aus der Provinz Wrocław zur Ehre der Altäre, darunter auch Sr. Maria Paschalis Jahn.
Am 25. November 2011 eröffnete Erzbischof Marian Gołębiewski in der Erzkathedrale St. Johannes der Täufer in Wrocław mit einer feierlichen Heiligen Messe den Seligsprechungsprozess von Schwester Maria Paschalis Jahn und einer Gruppe von neun Mitschwestern, die gegen Ende des Zweiten Weltkrieges an unterschiedlichen Orten das Martyrium „in defensum castitatis – zur Verteidigung der Keuschheit“ oder „in odium fidei – aus Glaubenshass“ erlitten haben.
Ein spezielles Diözesantribunal wurde eingerichtet, um die Unterlagen über die Heiligkeit des Lebens und die Umstände des Martyriums aller Schwestern zu prüfen. Sr. Miriam Zając CSSE wurde zur Postulatorin des Prozesses ernannt.
In einem besonderen Schreiben wurden die Gläubigen aufgefordert, die in ihrem Besitz befindlichen Dokumente zur Verfügung zu stellen, die das Leben und die Aktivitäten der Schwestern näher beleuchten könnten. Am 26. September 2015 schloss Erzbischof Józef Kupny in der Erzkathedrale von Wrocław in einer feierlichen Messe den Prozess auf Diözesanebene ab, an dem vier der zehn Familien der ermordeten Schwestern teilnahmen, und übergab anschließend die Akten an die vatikanische Kongregation für die Selig- und Heiligsprechungen.
Am 4. Dezember 2015 wurde das Dekret über die Gültigkeit des Diözesanprozesses erlassen, und 2019 wurde die sogenannte Positio, die für die Fortführung des Seligsprechungsverfahrens erforderlich ist, eingereicht. Zur Generalpostulatorin für die römische Phase des Verfahrens wurde Schwester M. Paula Zaborowska CSSE ernannt.
Am 24. November 2020 fand eine Sitzung der theologischen Konsultoren statt, und am 1. Juni 2021 billigte eine Sitzung der Kardinäle und Bischöfe der Kongregation für die Selig- und Heiligsprechungsprozesse die Vorschläge für ihre Seligsprechung.
Am 19. Juni 2021 unterzeichnete Papst Franziskus das Dekret über ihr Martyrium, das den Weg zur Seligsprechung ebnete. Den Schwestern wurde der Titel „Ehrwürdige Dienerinnen Gottes“ verliehen.
Am 11. Juni 2022 nahm Kardinal Marcello Semeraro in Vertretung von Papst Franziskus während einer feierlichen Eucharistiefeier in der Erzkathedrale St. Johannes der Täufer in Wrocław die feierliche Seligsprechung von Sr. M. Paschalis Jahn und der neun anderen Märtyrerinnen aus der Kongregation der Schwestern der hl. Elisabeth vor:
| Name                                                | Kurzbiografie |
| --------------------------------------------------- | --- |
| Sr. Maria Edelburgis (Juliana) Kubitzki (1905–1945) | Juliana Kubitzki wurde am 9. Februar 1905 in Königlich Dombrowka geboren. 1929 trat sie der Kongregation bei und arbeitete als ambulante Krankenschwester in Breslau und Sorau. Als die sowjetische Armee einmarschierte, flüchteten die Schwestern in das Pfarrhaus, wo sie in einem Raum eine Kapelle einrichteten. Als die Soldaten am 20. Februar 1945 in das Zimmer eindrangen, in dem sich die Schwestern versteckt hielten, versuchten sie, sie zu trennen. Als sie sich wehrte, schoss der Angreifer mehrmals auf Schwester Edelburgis. Sie starb bald darauf. Sie wurde auf dem Pfarrfriedhof gegenüber dem Hauptportal der Kirche St. Mariä Himmelfahrt in Sorau beigesetzt. |
| Sr. Maria Rosaria (Elfrieda) Schilling (1908–1945)  | Elfrieda Schilling wurde am 5. Mai 1908 in Breslau in einer evangelischen Familie geboren. Nachdem sie als 20-jähriges Mädchen zum Katholizismus konvertiert war, trat sie in die Kongregation der hl. Elisabeth ein. Sie war als Seelsorgerin und Verwaltungsmitarbeiterin in Hamburg-Eimsbüttel, Glogau, Neisse, Kattowitz, Liegnitz, Haynau und Naumburg am Queis tätig. Zusammen mit anderen Schwestern versteckte sie sich in einem Luftschutzbunker, um sich vor den Soldaten der Roten Armee in Sicherheit zu bringen. Am späten Abend des 22. Februar 1945 wurden die Schwestern entdeckt und Sr. Rosaria wurde von drei Soldaten gewaltsam ins Freie geführt. Gegen Mitternacht wurde sie schwer verwundet nach Hause gebracht, blutüberströmt, mit Wunden am Kopf und die Kleidung zerrissen. Am nächsten Tag stürmte eine Gruppe von Soldaten in die Unterkunft und befahl allen, sie zu verlassen, außer Sr. M. Rosaria. Diese hielt sich, um weiteren Unannehmlichkeiten aus dem Weg zu gehen, hielt sich an einer anderen Schwester fest, um mit ihnen mitzugehen, aber sie wurde von zwei Kugeln getroffen und starb. Sie wurde auf dem Gemeindefriedhof in Naumburg beigesetzt. |
| Sr. Maria Adela (Klara) Schramm (1885–1945)         | Klara Schramm wurde am 3. Juni 1885 in Wiesau bei Glatz geboren. Im Alter von 26 Jahren trat sie in die Kongregation ein. Sie wirkte in Illnisch-Romolkwitz, Schreiberhau, Hermsdorf bei Waldenburg und zuletzt in Günthersdorf, wo sie das Amt der Oberin innehatte. Nachdem das Dorf von sowjetischen Soldaten besetzt worden war, fand sie mit ihren Schützlingen Unterschlupf bei den Besitzern eines Bauernhofs. Am 25. Februar 1945 brachen die Soldaten in das Haus ein. Die Schwester, die ihre Schützlinge und ihr Keuschheitsgelübde vor Gott verteidigte, wurde zusammen mit ihren Gastgebern Maria und Paul Baum erschossen. Sie wurden alle auf dem Hof in einer Bombengrube begraben. |
| Sr. Maria Sabina (Anna) Thienel (1909–1945)         | Anna Thienel wurde am 24. September 1909 in Riegersdorf geboren. Sie kümmerte sich um ältere Menschen in Breslau und Lauban. Die Soldaten kamen im Haus der Schwestern unter. Als einer von ihnen versuchte, Sr. M. Sabina gewaltsam aus dem Raum zu führen, klammerte sie sich ihre Mitschwestern und rief die Muttergottes um Hilfe an. Der Soldat ließ daraufhin von ihr ab und machte sich auf die Suche nach einem anderen Opfer. Am nächsten Tag, während die Schwestern beteten, wurde eine Kugel durch die Tür geschossen und drang Sr. M. Sabina durch die Brust. Sie sackte tot zusammen und wurde auf dem katholischen Friedhof in Luban beigesetzt. |
| Sr. Maria Sapientia (Łucja) Heymann (1875–1945)     | Łucja Heymann wurde am 19. April 1875 in Lubsdorf bei Deutsch Krone geboren. Sie trat 1894 in die Kongregation ein und wirkte als Krankenschwester in Hamburg-Eppendorf und in Neisse. Am 24. März 1945 versammelten sich die Schwestern im Refektorium des Hauses St. Elisabeth in Neisse, darunter auch Schwester Sapientia und eine junge Schwester, die von einem Soldaten angesprochen wurde, der sie nach draußen bringen wollte. Schwester Sapientia, die neben ihr stand, wollte sie verteidigen, wurde aber ohne Zögern von dem Soldaten erschossen. Ihr Leichnam wurde zusammen mit anderen Schwestern im Gemeinschaftsgrab im Klostergarten in Neisse beigesetzt. |
| Sr. Maria Melusja (Marta) Rybka (1905–1945)         | Marta Rybka wurde am 11. Juli 1905 in Pawlau bei Ratibor geboren. Sie arbeitete in Neisse als einfache Hausangestellte und trat in die Kongregation ein. Am 24. März 1945 wurde sie in Neisse ermordet, als sie sich für ein Mädchen einsetzte, das von einem Soldaten angegriffen wurde, der es vergewaltigen wollte. Sie wehrte sich gegen den Soldaten, um das Mädchen und ihre eigene Keuschheit zu verteidigen. Diejenigen, die im Keller Schutz suchten, hörten ein Handgemenge und Schüsse. Als die Schwestern ihre Leiche fanden, lag sie in einer Blutlache auf dem Boden, die Arme ausgestreckt und mit einer Schusswunde im Kopf. Sie wurde im Gemeinschaftsgrab der Schwestern im Klostergarten in Neisse beigesetzt. |
| Sr. Maria Adelheidis (Jadwiga) Töpfer (1887–1945)   | Jadwiga Töpfer wurde am 26. August 1887 in Neisse geboren. 1907 trat sie bei den Schwestern der hl. Elisabeth ein und wirkte in Neisse und Kosel. Während der Besetzung der Stadt durch sowjetische Soldaten suchten kranke und alte Menschen Zuflucht bei den Schwestern. Am 24. März 1945 wurden Sr. M. Adelheidis und die anderen Schwestern, die sich im Notburga-Haus in Neisse aufhielten, wiederholt von Soldaten der Roten Armee belästigt und bedrängt. Einer der Soldaten betrat das Zimmer des Hauses, in dem sich die Schwestern und ihre Schützlinge aufhielten, und hob provozierend seine blutige Hand, weil er behauptete, dass jemand schießen würde. Ohne Grund erschoss er am 25. März 1945 die wehrlose Sr. M. Adelheidis. |
| Sr. Maria Felicitas (Anna) Ellmerer (1889–1945)     | Anna Ellmerer wurde am 12. Mai 1889 in Grafing bei München geboren. Sie trat 1911 in die Kongregation ein und war als Lehrerin in Breslau, Düsseldorf, Kupp und Neisse tätig. Als Soldaten der Roten Armee die Schwestern in ihrem Haus in Neisse angriffen, wurde die Mutter Oberin, die sie verteidigte, von einem Gewehrkolben getroffen und verlor das Bewusstsein. Sr. M. Felicitas, die der Oberin zu Hilfe eilte, wurde von einem sowjetischen Soldaten nach draußen geführt. Als sie sich dagegen wehrte, gab er einen Warnschuss ab. Daraufhin stellte sich die Schwester an die Wand, streckte ihre Hände zum Kreuzzeichen aus und schrie laut auf: „Lang lebe Christus, Kr...!“ Das letzte Wort wurde durch einen tödlichen Schuss unterbrochen. Der wütende Angreifer trampelte auf Kopf und Brust der nun toten Schwester herum. Sie wurde im Gemeinschaftsgrab der Schwestern im Klostergarten in Neisse beigesetzt. |
| Sr. Maria Acutina (Helena) Goldberg (1882–1945)     | Helena Goldberg wurde am 6. Juli 1882 in Dluszek (Ermland) geboren. Im Alter von 23 Jahren trat sie den Schwestern bei. Sie arbeitete als Helferin im Priesterhaus von Neisse, im hydrotherapeutischen Sanatorium in Lähn und zuletzt im Waisenhaus in Leubus. Nach dem Einmarsch der Roten Armee in die Stadt floh sie aus Sorge um die Sicherheit der ihr anvertrauten Mädchen mit ihnen von Leubus nach Groß Kreidel. Am 2. Mai 1945 wurden sie auf der Flucht von einer Gruppe sowjetischer Soldaten entdeckt. Als sie sich gegen die Verfolgung wehrte und dabei schrie, wurde Sr. M. Acutina erschossen. Ihr Leichnam wurde auf dem Friedhof in Klein Kreidel in einer gemeinsamen Gruft mit Sr. M. Anna Richter beigesetzt. |